# Telefónica

Telefónica, S.A. este o companie de telefonie din Spania, înființată în anul 1924 sub numele Compañia Telefónica Nacional de España.
Telefónica Group este organizată în 3 divizii: 
- Telefónica España
- Telefónica Latinoamérica
- Telefónica O2 Europa

În anul 2005, compania a preluat operatorii O2 și Český Telecom.
În septembrie 2007 numărul de clienți Telefónica depășea 218 millioane, din care 126 milioane în America Latină și 40 milioane în Europa. Compania este prezentă în 23 de țări și are 160 milioane clienți de telefonie mobilă, 42 milioane clienți de telefonie fixă, 9,6 milioane clienți pentru internet de bandă largă și 1,4 milioane pentru servicii pay-per-view.
În ianuarie 2010, Telefonica a cumpărat compania austriacă Jajah, companie care oferă apeluri telefonice prin internet, pentru suma de 145 milioane de euro (207 milioane dolari).
Capitalizare bursieră în 2007: 100 miliarde Euro 
Număr de angajați în 2007: 240.000 
Cifra de afaceri în 2007: 52.9 miliarde Euro 

## Controverse
În iulie 2007, Comisia Europeană a impus o amendă de 151,9 milioane euro grupului Telefonica, pentru practici anticoncurențiale pe piața furnizării serviciilor de acces Internet de mare viteză.
Telefonica a perceput tarife prea mari pentru a permite accesul concurenților la rețeaua proprie de linii ADSL, comparativ cu tarifele de retail practicate.
În consecință, firmele care furnizau acces Internet prin intermediul rețelei Telefonica au înregistrat pierderi.